# 6e étape du Tour d'Espagne 2010
La 6e étape du Tour d'Espagne 2010 s'est déroulée le jeudi 2 septembre 2010 entre Caravaca de la Cruz et Murcie sur 144 km. Le Norvégien Thor Hushovd (Cervélo TestTeam) remporte l'étape au sprint. Le Belge Philippe Gilbert (Omega Pharma-Lotto) conserve le maillot rouge de leader.

## Profil de l'étape
Cette étape comprend un seul col comptant pour le classement de la montagne. Le parcours est plat et propose la montée du col de la Cresta del Gallo, une côte de deuxième catégorie située à 10 kilomètres de l'arrivée.

## Côtes
Une côte est répertoriée.
- Alto de la Cresta del Gallo (2e catégorie)

|   | Cycliste         | Équipe             | Pts |
| - | ---------------- | ------------------ | --- |
| 1 | Vladimir Karpets | Katusha            | 5   |
| 2 | Philippe Gilbert | Omega Pharma-Lotto | 3   |
| 3 | Fränk Schleck    | Saxo Bank          | 1   |

## Classement de l'étape
|    | Coureur          | Pays      | Équipe              |    | Temps           |
| -- | ---------------- | --------- | ------------------- | -- | --------------- |
| 1  | Thor Hushovd     | Norvège   | Cervélo TestTeam    | en | 3 h 36 min 20 s |
| 2  | Daniele Bennati  | Italie    | Liquigas-Doimo      | +  | m.t.            |
| 3  | Grega Bole       | Slovénie  | Lampre-Farnese Vini |    | m.t.            |
| 4  | Allan Davis      | Australie | Astana              |    | m.t.            |
| 5  | Filippo Pozzato  | Italie    | Katusha             |    | m.t.            |
| 6  | Philippe Gilbert | Belgique  | Omega Pharma-Lotto  |    | m.t.            |
| 7  | Peter Velits     | Slovaquie | HTC-Columbia        |    | m.t.            |
| 8  | Pablo Urtasun    | Espagne   | Euskaltel-Euskadi   |    | m.t.            |
| 9  | Samuel Dumoulin  | France    | Cofidis             |    | m.t.            |
| 10 | Nicolas Roche    | Irlande   | AG2R La Mondiale    |    | m.t.            |

## Classement général
|    | Coureur            | Pays       | Équipe             |    | Temps            |
| -- | ------------------ | ---------- | ------------------ | -- | ---------------- |
| 1  | Philippe Gilbert   | Belgique   | Omega Pharma-Lotto | en | 22 h 36 min 26 s |
| 2  | Igor Antón         | Espagne    | Euskaltel-Euskadi  | +  | 10 s             |
| 3  | Joaquim Rodríguez  | Espagne    | Katusha            |    | 10 s             |
| 4  | Vincenzo Nibali    | Italie     | Liquigas-Doimo     |    | 12 s             |
| 5  | Peter Velits       | Slovénie   | HTC-Columbia       |    | 16 s             |
| 6  | Tejay van Garderen | États-Unis | HTC-Columbia       |    | 29 s             |
| 7  | Xavier Tondo       | Espagne    | Cervélo TestTeam   |    | 49 s             |
| 8  | Fränk Schleck      | Luxembourg | Saxo Bank          |    | 50 s             |
| 9  | Rubén Plaza        | Espagne    | Caisse d'Épargne   |    | 54 s             |
| 10 | Ezequiel Mosquera  | Espagne    | Xacobeo Galicia    |    | 55 s             |

## Abandon
Aucun abandon.